# 武松幸治
武松 幸治（たけまつ ゆきはる、Yukiharu Takematsu、1963年 - ）は、日本の建築家、インテリアデザイナーである。

## 来歴・人物
1986年、多摩美術大学美術学部建築科（現：環境デザイン学科）卒業。1986年、株式会社ユニテ設計・計画に入社。1987年、都市建築ワークショップ ロンドンAAスクールサマーセミナーに参加。1988年、株式会社クリエイティブ・インテリジェンス・アソシエイツに入社。1989年、ロンドンのブロンソン・コーツ・アーキテクチャーに勤務。1991年、環境変換装置建築研究所一級建築士事務所/EPA設立。
恵比寿トランスビルやブリティッシュ・カウンシル「GREAT BRITS展」等、住宅建築、店舗設計、展覧会や現代美術展の会場構成も多数手掛けている。アーティストとしての活動も行い、毎年ロンドンで行われる「100%デザイン」にも出展している。「新豊洲Brillia ランニング スタジアム」で、2019年日本建築学会賞（作品）を受賞
2020年 - 多摩美術大学美術学部環境デザイン学科非常勤講師

## 受賞歴
- 1995年 東京都建築士会平成7年度住宅建築賞受賞 - 建築プロデューサー、シー・ユー・チェンとの共同企画「龍雲院」[2]
- 2019年 日本建築学会賞（作品）受賞[1]

## 作品
- Brillia Tower KAWASAKI（東京建物）：「ELLEDECO」とのコラボレーションによる分譲マンションデザイン。“ELLEDECOのセンス”を体現できる建築家として同誌が推薦し実現）[3]